# Jan Karnowski
Jan Karnowski, (kaszub. Jón Kôrnowsczi), ps. Wôś Budzysz (ur. 16 maja 1886 w Czarnowie, zm. 2 października 1939 w Wyrzysku) – sędzia, poeta kaszubski, ideolog ruchu Młodokaszubskiego, przyczynił się do rozwoju tego ruchu.

## Życiorys

### Dzieciństwo i młodość
Jan Karnowski urodził się w rodzinie chłopskiej o szlacheckim rodowodzie jako syn Jana i Anny z d. Wnuk-Lipińskiej. Co warto podkreślić, rodzina Karnowskich wywodzi się prawdopodobnie ze wsi Karnowo k. Nakła nad Notecią, natomiast przeniosła się na Kaszuby ze wsi Dąbrówka w dawnym powiecie złotowskim.
Edukację rozpoczął w katolickiej szkole ludowej w Czarnowie. Następnie w latach 1898–1904 uczęszczał do biskupiego progimnazjum Collegium Marianum w Pelplinie, gdzie spotkał się z wybitnymi już profesorami – regionalistami, m.in. ks. Romualdem Frydrychowiczem, ks. Franciszkiem Rąbcem, ks. Pawłem Panskem, ks. Bolesławem Domańskim. W Collegium Marianum zaczęła się fascynacja Karnowskiego kaszubszczyzną. Kiedy w 1902 r. jako uczeń kwarty, wraz z dwoma kolegami Stanisławem Czarnowskim i Bolesławem Piechowskim, rozczytywali się w poemacie A. Majkowskiego „Jak w Koscerznie koscelnego obrele, abo Pięc kawalerów a jedna brutka” i dziele Hieronima Derdowskiego „O Panu Czorlińszcim co do Pucka po sece jachoł”, jak pisze sam Karnowski w swoim pamiętniku, te lektury „zapaliły jego fascynację”.
Dalszą naukę kontynuował w gimnazjum chojnickim w latach 1904–1907. W tym czasie, od 1905 r. należał do tajnego koła filomatów Towarzystwa Tomasza Zana, a w latach 1906/7 był jego prezesem. Podczas nauki w gimnazjum nie zaniedbywał również wcześniejszego zainteresowania kaszubszczyzną. Czytał m.in. tomik wierszy A. Majkowskiego „Spiewe i frantówci” (Poznań 1905 r.). Uczestniczył w wycieczce gimnazjalistów polskich do Krakowa w 1906 r. Edukację gimnazjalną w Chojnicach ukończył zdobyciem świadectwa maturalnego 9 marca 1907 r..
W tym samym roku rozpoczął studia teologiczne w Seminarium Duchownym w Pelplinie. Z grona profesorów seminaryjnych szczególnie cenił sobie dwóch, filozofa ks. Franciszka Sawickiego i historyka ks. Brunona Czaplę. Karnowski od początku studiów działał na rzecz samokształcenia, wygłaszając wiele referatów podczas spotkań kleryków – Polaków. Kontynuował samodzielnie studia nad kaszubszczyzną, przeglądając regularnie „Roczniki Towarzystwa Naukowego w Toruniu” w tym prace prof. Józefa Łęgowskiego oraz prof. Kazimierza Nitscha. Jednakże dopiero lektura „Słownika języka pomorskiego, czyli kaszubskiego” autorstwa Stefana Ramułta, jak sam pisze wywarła na nim „oszałamiające wrażenie”. Prawdopodobnie właśnie ta lektura skłoniła J. Karnowskiego do zmiany kierunku studiów, aby móc w pełni poświęcić się badaniem kaszubszczyzny. W roku 1908 założył Koło Kaszubologów, skupiające początkowo 34 kleryków. Tego samego roku w czasie wakacji, Karnowski spotkał się z Aleksandrem Majkowskim, wówczas literatem i działaczem społeczno-politycznym (prezes – założyciel organizacji studenckiej „Vistula”, redaktor „Gazety Gdańskiej” i „Drużby”) w Kościerzynie. Spotkanie z Karnowskim zachęciło Majkowskiego do wydania pierwszego numeru „Gryfa”, który dotarłszy do Pelplina stał się codziennym tematem do dyskusji wśród Kaszubologów. W trakcie tych samych wakacji Karnowski wybrał się także do Wdzydz, gdzie po raz pierwszy spotkał się z Gulgowskimi. Sama wyprawa zrobiła na nim wielkie wrażenie, któremu poświęcił relację opublikowaną w „Gryfie”. Po zdaniu egzaminu rigorosum w 1910 r. oraz otrzymaniu stypendium Towarzystwa Pomocy Naukowej dla Młodzieży Prus Zachodnich, opuścił Pelplin wyjeżdżając na dalsze studia do Fruburga wspominając, że: „Te studia kaszubskie w r. 1908 i 1909 były decydujące i nadały kierunek całemu memu późniejszemu życiu. Kilka razy w późniejszym życiu chwilowo od tego kierunku się oderwałem lub o nim zapomniałem, lecz zawsze źle na tym wychodziłem. Przekonałem się, że to jest gleba dla mnie przeznaczona, którą chcąc nie chcąc, obrabiać muszę do końca życia”.
We Fryburgu zapisał się na studia teologiczne, następnie przeniósł się na prawo. W nowym kręgu akademickim zetknął się z Ferdynandem Bieszkiem, który skupiał lokalne środowiska polskie i kaszubskie, będąc dla Karnowskiego autorytetem i wzorem. Na studiach popełnił wiele referatów, jednakże najważniejszym dziełem z tego okresu była praca o „rozwoju narodowości polskiej w Prusach zachodnich w XIX stuleciu”, którą następnie opublikowano w „Gryfie” pod tytułem „Ludność kaszubska w ubiegłym stuleciu”oraz wydanie tomiku wierszy „Nowotne spiewe” (Poznań 1910 r.). W tym okresie Karnowski poszerzył również swoje kontakty z wybitnym badaczem kaszubszczyzny tj. Friedrichem Lorentzem, z którym wraz z Majkowskim spotkali się w Kartuzach.
W 1911 r. przeniósł się na Uniwersytet we Wrocławiu, by kontynuować studia prawnicze. Tam założył Koło Akademików Prus Królewskich, którego prezesem był jego przyjaciel Brunon Gabrylewicz. We Wrocławiu odnalazł dysertację doktorską Floriana Ceynowy, którą przesłał do „Gryfa”, gdzie została opublikowana. Nawiązał również kontakt z ks. Leonem Heyką, który w tym czasie kończył pracę doktorską we Wrocławiu. W trakcie studiów nie zaprzestał współpracy z „Gryfem” i Młodokaszubami – jak wówczas już ich nazywano, nie brał natomiast udziału w zjeździe Młodokaszubów podczas którego zawiązano Towarzystwo Młodokaszubów 22 sierpnia 1912 r. w Gdańsku.

### Kariera zawodowa i działalność literacka
W 1913 r. po zdaniu egzaminu referendariuszowskiego, rozpoczął służbę wojskową w Toruniu, następnie po wybuchu wojny trafił na front w Prusach Wschodnich, gdzie został ranny w bitwie pod Kruklankami (1914), a następnie pod Baranowiczami (1916). Cały 1917 rok spędził w szpitalu w Poznaniu, pisząc m.in. biografię Ceynowy opublikowaną na łamach „Gryfa”. Następnie został przydzielony do poznańskiego Generalkommando, V oddziału samochodowego, gdzie służył aż do wybuchu powstania wielkopolskiego. W czasie powstania przejął Komendę Obwodową w Poznaniu, w styczniu 1919 r. przeniesiono go do Departamentu Techniczno-Artyleryjskiego, a następnie do II Dywizji w Wągrowcu, kolejno do Gniezna i z powrotem do Poznania – Głównego Sądu Wojskowego, gdzie awansował na kapitana.
Po wojnie pracował w 1920 r. w Toruniu na stanowisku kierownika Komendy Policji Państwowej na województwo pomorskie. Tego roku został naczelnikiem Oddziału Bezpieczeństwa w Wydziale I Urzędu Województwa Pomorskiego w Toruniu. Udzielał się społecznie, m.in. jako: członek Komitetu Honorowego Wystawy Artystów Pomorskich w Grudziądzu oraz Towarzystwa Artystów Pomorskich w Grudziądzu, członek zarządu – bibliotekarz, kustosz Towarzystwa Naukowego w Toruniu, współtwórca Bractwa Pomorskiego (1921 r.), organizator Zjazdu Filomatów Pomorskich (1921 r.), prezes Związku Filomatów Pomorskich (1923 r.).
W 1923 r. otrzymał dekret nominacyjny na sędziego w Sądzie Okręgowym w Toruniu, jednakże już 8 października tego roku, przeniesiono go do Czerska, gdzie miał objąć funkcję prezesa Oddziału Powiatowego w Chojnicach i gdzie w latach 1924–1925 był naczelnikiem sądu. Dwa lata później wrócił do Torunia pracując w adwokaturze, tam zajął się redagowaniem „Mestwina” – dodatku literacko-naukowego „Słowa Pomorskiego”. W 1927 r. otrzymał nominację na Sędziego Okręgowego w Chojnicach, gdzie pracował przez 10 lat. W Chojnicach bardzo aktywnie włączał się w życie publiczne, m.in. w Sejmiku Powiatowym, Polskim Towarzystwie Krajoznawczym, Towarzystwie Badań Historii Ruchu Niepodległościowego na Pomorzu w Toruniu, Towarzystwie Miłośników Chojnic i Okolicy.

### Ostatnie lata
W 1937 r. przeszedł na emeryturę, przeprowadzając się do Krostkowa nad Notecią do siostry Elżbiety. Z powodu złego stanu zdrowia, trafił do szpitala w Wyrzysku, gdzie zmarł 2 października 1939 r. Pochowany został w Krostkowie, a 11 grudnia 1947 r. uroczyście złożono jego prochy w Brusach.

## Twórczość (niektóre pozycje)
- Nowotné spiéwë (Poznań 1910)[39]
- Dr. Florian Ceynowa (1917, Gdańsk 1997, Oficyna Czec)
- Muza kaszubska powojenna (Toruń 1925 w: Mestwin, I / 1925, Nr 1 i 2)
- Gryf powojenny (Toruń 1927 w: Mestwin, III / 1927, Nr 2)
- Z Piśmiennictwa kaszubskiego (Bydgoszcz 1937 w: Dodatek jubileuszowy Dziennika Bydgoskiego, 1937 / Nr 286)
- Nowotné spiéwë i wiersze (Wydawnictwo Morskie, Gdynia 1958)
- Utwory sceniczne (Gdańsk 1970)
- Wiersze pierwotne (Gdańsk 1978)
- Moja droga kaszubska (Gdańsk 1981)
- Sowizdrzôł u Krëbanów (Gdańsk 1983)
- Jo bëm leno chcôł... (Gdańsk 1986)

## Ordery i odznaczenia
- Złoty Krzyż Zasługi (2 września 1937)[40]
- Srebrny Wawrzyn Akademicki (5 listopada 1935)[41]

## Spuścizna
Karnowski był zwolennikiem i propagatorem języka kaszubskiego. Twierdził, że: Kultura polska wtedy tylko zwycięży nad Bałtykiem, jeżeli oprze się na pierwiastkach iście kaszubskich, nawiąże do starych tradycji historycznych i nasilać się będzie kaszubskim duchem. Jako poeta debiutował w wieku 24 lat (w 1910 r.) wydając Nowotné spiéwë pod pseudonimem „Wôś Budzysz”. Debiut ten okazał się udany, gdyż przedstawiał zupełnie nowe wątki w poezji kaszubskiej. Oprócz poezji Jan Karnowski zajmował się publicystyką i dziennikarstwem, pisał do Gryfa oraz wydawanego przez siebie Mestwina, piętnował polityków i karierowiczów, wykorzystujących Kaszubów.
Rolę jaką odegrał Jan Karnowski w dziejach Kaszub i Pomorza, jak pisze prof. C. Obracht-Prondzyński, rzeczywiście „trudno przecenić”. Do dziś aktualne są słowa prof. A. Bukowskiego za którym możemy powtórzyć, że „ O ile Majkowski był twórcą i przywódcą ruchu młodokaszubskiego, Karnowski był jego mózgiem; Majkowski wytyczał drogę, Karnowski ją teoretycznie i naukowo podbudowywał, uzasadniał oraz popularyzował”. Karnowski był postacią, która służyła swojej małej – wielkiej ojczyźnie działając na wielu polach. Gdyż jako działacz młodokaszubski tworzył różne koła i organizacje, a także – a może przede wszystkim – pisząc zarówno prace historyczne, etnologiczne i nade wszystko piękną poezję był… i jest inspiratorem dla młodszych pokoleń kaszubsko-pomorskich.

## Patronowanie
Jako człowiekowi szczególnie zasłużonemu dla Kaszub i Pomorza, poświęcono mu, m.in. ulicę w Gdańsku, Sopocie i Szczecinie (Wosia Budzysza), węzeł drogowy w ciągu Trasy Sucharskiego, pomnik w Brusach (1986 r.), obelisk przed domem w Czarnowie oraz tablice pamiątkowe w Chojnicach (1964 r.), Krostkowie (2006 r.) i Czersku. Jest też patronem Szkoły Podstawowej nr 7 w Chojnicach oraz Gminnego Ośrodka Kultury w Brusach. W nawiązaniu do nazywania Karnowskiego „Stróżem ideowym testamentu Mściwoja”. W budynku Sądu w Chojnicach jego pamięć uczczono tablicą pamiątkową.
30 października 2009 roku w ogrodzie w jego rodzinnej miejscowości został odsłonięty pomnik. Pomnik ten został zrobiony z ogromnego kamienia znalezionego na polu rodziny. Na kamieniu została umieszczona tablica z wyrytą podobizną J. Karnowskiego oraz napisem Tu urodził się Jan Karnowski(16.05.1886–2.10.1939) ideolog ruchu Młodokaszubskiego, pisarz, regionalista. W 70 rocznicę śmierci ten znak pamięci wznieśli wdzięczni i dumni z dokonań Jego życia [wyryty gryf] Zaboracy i Gochowie. Czarnowo 2 października 2009.
Zrzeszenie Kaszubsko-Pomorskie ustanowiło rok 2010 Rokiem Jana Karnowskiego.